# Cephalotes depressus
Espèce
Synonymes
Cephalotes depressus est une espèce de fourmis arboricoles du genre Cephalotes,.

## Distribution
Cette espèce est native de tout le bassin amazonien, depuis le sud du Brésil jusqu'au Venezuela.

## Description
Comme les autres espèces du genre Cephalotes, elles sont caractérisées par l'existence de soldats spécialisés dotés d'une tête surdimensionnée et plate ainsi que des pattes plus plates et plus larges que leurs cousines terrestres. Elles peuvent ainsi se déplacer d'un arbre à un autre dans une forêt.
Denditorsum fut décrite et classifiée pour la première fois par l'entomologiste allemand Johann Christoph Friedrich Klug en 1824.